# Polina Rahimova
Polina Rahimova est une joueuse de volley-ball azérie d’origine ukrainienne née le 5 juin 1990 à Ferghana (Ouzbékistan). Elle mesure 1,98 m et joue au poste d'attaquante. Elle totalise 64 sélections en équipe d'Azerbaïdjan. Sa sœur ainée Olga Doronina est également joueuse de volley-ball.

## Carrière en club
| Saison            | Équipe/Club                                                              | Pays         |
| ----------------- | ------------------------------------------------------------------------ | ------------ |
| 2005/06 - 2006/07 | Nəqliyyatçı VK                                                           | Azerbaïdjan  |
| 2007/08 - 2013/14 | Azərreyl Bakou                                                           | Azerbaïdjan  |
| 2014/15 - 2014/15 | Suvon Hyundai Engineering & Construction Hillstate Équipe de Volley-ball | Corée du Sud |
| 2015/16 - 2016/17 | Toyota Auto Body Queenseis                                               | Japon        |
| 2017/18 - 2017/18 | Fenerbahçe VBC Féminin                                                   | Turquie      |
| 2018/19 - 2018/19 | Èpiù Pomì Casalmaggiore                                                  | Italie       |
| 2018/19 - 2018/19 | Türk Hava Yolları SK                                                     | Turquie      |
| 2019/20 - 2020/21 | Sesi Vôlei Bauru                                                         | Brésil       |
| 2021/22 - 2021/22 | VBC Trasporti Pesanti Casalmaggiore                                      | Italie       |
| 2021/22 - 2021/22 | Geleximco Thái Bình                                                      | Viêt Nam     |
| 2022/23 - 2022/23 | Kuzeyboru                                                                | Turquie      |
| 2022/23 - 2022/23 | Hoa Chat Duc Giang Tia Sang                                              | Viêt Nam     |
| 2023/24 - 2023/24 | Karayolları Club Sportif                                                 | Turquie      |
| 2023/24 - 2023/24 | Gresik Petrokimia                                                        | Indonésie    |
| 2023/24 - présent | Osasco/São Cristóvão Saúde                                               | Brésil       |

## Palmarès

### Équipe nationale
- Ligue européenne
  - Vainqueur : 2016.

### Clubs
- Challenge Cup
  - Vainqueur :2011.
- Championnat d'Azerbaïdjan
  - Finaliste : 2014.
- Supercoupe de Turquie
  - Finaliste : 2017.

### Distinctions individuelles
- Challenge Cup 2011 : Meilleure joueuse.
- Ligue européenne féminine de volley-ball 2016 : Meilleure joueuse et meilleure marqueuse[1].